# Litouws alfabet
Het Litouwse alfabet is een alfabet in het Latijnse schrift. Het bestaat uit 32 letters. De alfabetische volgorde is grotendeels hetzelfde als het klassiek Latijns alfabet, met de extra letters direct naast de letters waar ze op zijn gebaseerd. Alleen de Y is verplaatst en staat nu tussen de I en J.
| A | Ą | B | C | Č | D | E | Ę | Ė | F | G | H | I | Į | Y | J | K | L | M | N | O | P | R | S | Š | T | U | Ų | Ū | V | Z | Ž |
| a | ą | b | c | č | d | e | ę | ė | f | g | h | i | į | y | j | k | l | m | n | o | p | r | s | š | t | u | ų | ū | v | z | ž |

Accent aigu, accent grave en macron/tilde-accenten worden toegepast in het alfabet om een klemtoon of lengte aan te geven. In praktijk worden deze tekens alleen gebruikt in woordenboeken, en op plaatsen waar dat nodig is om de uitspraak te benadrukken. 